# Пожешки мајдани камена
Пожешки мајдани камена налазе се на геолошком „венцу” у пет села Општине Пожега. Декоративни камен „плави ток” вади се у каменоломима смештеним на Клику у Пријановићима, Бршљену у Бакионици, Трешњици (брду између Тврдића, Здравчића и Севојна), Мандиној стени у Каленићима и потесу Ђуричићи у Карану. У Рупељеву се вади нешто тамнији, тврђи и ломљивији камен.

## Својства камена
Метаморфне стене из којих се експлоатише „плави ток” дају квалитетну сировину - тврд и отпоран камен погодан за обраду, полирање и плиће урезе.. Местимично је прожет зрнцима белутака и плавкасто-сивим линијама, по чему је и добио назив „плави ток”.

## Употреба
Интензивна експлоатација камена у пожешком крају започела је после Првог светског рата, када је у каменоломе уведена употреба гатера. Широм западне Србије упоредо започиње масовна машинска производња надгробних обележја.
Због отпорности и декоративности, данас се „плави ток” највише користи у грађевинарству, за облагање зидова и подова.